# کشتن خوب
کشتن خوب (انگلیسی: Good Kill) فیلمی در ژانر درام به نویسندگی و کارگردانی اندرو نیکول است که در سال ۲۰۱۴ منتشر شد. از بازیگران آن می‌توان به بروس گرینوود، ایثن هاک، جیک ایبل، جنیوری جونز و زوئی کراویتز اشاره کرد. فیلم داستان خلبان یک جت جنگنده اف-۱۶ فالکن است که تبدیل به خلبان پهپاد شده و به تدریج اخلاقی بودن شغلش، به عنوان هدایت‌کنندهٔ هواپیماهای بدون سرنشین را زیر سؤال می‌برد.
فیلم، نامزد جایزه شیر طلایی هفتاد و یکمین جشنواره فیلم ونیز بود و از ۱۰ آوریل ۲۰۱۵ (۲۱ فروردین ۱۳۹۴) در سینماهای بریتانیا و ایرلند و ۱۵ مه ۲۰۱۵ (۲۵ اردیبهشت ۱۳۹۴) در آمریکا اکران شد.

## داستان
فیلم بر اساس داستانی واقعی است و در یک پایگاه نظامی آمریکا در لاس وگاس می‌گذرد. این پایگاه محل ره‌گیری ماهواره‌ای و سپس نابودی تروریست‌هایی است که در خاورمیانه زندگی می‌کنند. قهرمان فیلم تامی با بازی ایتن هاوک است. تامی متأهل است و دو فرزند دارد و در کل مردی است خانواده‌دوست. او به خاطر خانواده از پروازهای جنگی که عاشق آن است دست کشیده و در این پایگاه مشغول به خدمت شده است. با این وجود در طول فیلم رابطهٔ او و همسرش به سمت بحران می‌رود و سرانجام نیز به دلیل عدم درک تامی از سوی همسرش کارشان به جدایی می‌کشد. اما زندگی اصلی تامی در پایگاه نظامی جریان دارد. جایی که در آن زندگی چهار نفری که درون یک کانتینر نظامی مشغول به کارند، با زندگی روزمرهٔ آدم‌هایی در افغانستان که ده هزار کیلومتر از آن‌ها دورند گره خورده است. تامی و یکی از همکاران زنش که بعد مشخص می‌شود یکی از اعضای مافوق تامی در سازمان سیا هست، درک مشترکی از کار خود دارند و پیوسته سؤالاتی در ذهن آنان نقش می‌بندد. به خصوص در مورد این که آیا این شیوهٔ نبرد و کشتن افرادی که بعضاً کودک و به ظاهر بی‌گناهند، کار درستی است یا خیر؟ دو نفر دیگر اما فقط دستورها را اجرا می‌کنند و کار خود را با پاسخ‌هایی مثل این که «دستور دستور است» یا «ما داریم از شهروندان آمریکا دفاع می‌کنیم» توجیه می‌کنند.
مشاهدهٔ زندگی روزمرهٔ افغانی‌ها از چشم ماهواره‌ها، زندگی افغانی‌ها را با تامی پیوند داده است. به خصوص تامی نسبت به زندگی مظلومانهٔ زنی که تنها با کودک خود زندگی می‌کند و هر از گاهی با خشونت مورد تجاوز یک مرد افغان قرار می‌گیرد، بیش‌تر حساس شده است. نقطهٔ اوج فیلم جایی است که تامی بعد از آن که همسرش از او جدا می‌شود، با پهپاد، مرد افغان را که به قصد تجاوز مجدد در حال حرکت به سمت خانهٔ زن افغان است با مورد هدف قرار می‌دهد و او را می‌کشد.

## بازیگران
- ایتن هاک در نقش توماس اگان
- جنیوری جونز در نقش مالی اگان
- زوئی کراویتز در نقش ورا سوارز
- جیک ایبل در نقش جوزف زیمر
- بروس گرینوود در نقش جک جانز
- پیتر کایوتی (راوی)